# Neastacilla kerguelensis
Neastacilla kerguelensis är en kräftdjursart som först beskrevs av Ernst Vanhöffen 1914.  Neastacilla kerguelensis ingår i släktet Neastacilla och familjen Arcturidae. Inga underarter finns listade i Catalogue of Life.